# Я жду
«Я жду» (яп. 俺は待ってるぜ, орэ ва маттэру зэ; англ. I Am Waiting) — японский чёрно-белый фильм, поставленный в жанре криминальной драмы (нуар). Это дебютная работа режиссёра Корэёси Курахары, поставленная им в 1957 году. Кинолента считается одним из образцов японского нуара, а режиссёр на последующие 10 лет будет признанным мастером жанра.

## Сюжет
Главные герои этой криминальной драмы, — Дзёдзи Симаки, бывший боксёр, отстранённый от ринга, ныне владелец небольшого кафе и Саэко, клубная певица, частично потерявшая голос и находящаяся на грани самоубийства. Потерянные души, они встречаются однажды ночью у причала, где она хотела совершить попытку суицида. Дзёдзи приглашает её к себе в кафе. Какое-то время они живут и работают вместе в его заведении. Герой имеет чёткую мечту — уехать к своему брату в Бразилию, а героиня мечтает найти свою любовь. Но тёмное прошлое Саэко не отпускает её, ибо дружки гангстера Сибаты, на которого она раньше работала, уже рядом.
Дзёдзи узнаёт, что его брат оказывается не смог добраться до Бразилии, ибо был убит ещё здесь в Японии из-за своих сбережений, на которые он и собирался купить себе ферму на далёком континенте. И к его смерти причастна та же банда гангстеров, что сейчас пытается вернуть себе Саэко, которую он уже успел полюбить. Дзёдзи объявляет войну преступникам.

## В ролях
- Юдзиро Исихара — Дзёдзи Симаки
- Миэ Китахара — Саэко
- Исаму Косуги — Утияма
- Кэндзиро Уэмура — инспектор полиции
- Хидэаки Нитани — Сибата старый
- Кэн Хатано — Сибата молодой
- Кодзиро Кусанаги — Такэда
- Томио Аоки

## Премьеры
- — национальная премьера фильма состоялась 20 октября 1957 года в Токио[1].